# Districte de Gurdaspur

El districte de Gurdaspur és una divisió administrativa de l'estat del Panjab, Índia, amb capital a Gurdaspur. Els rius principals del districte són el Beas i el Ravi. La població (2001) era de 2.104.011 habitants. La superfície era de 3.562 km².

## Administració
Està format per cinc tehsils:
- 1. 	Gurdaspur
- 2. 	Pathankot
- 3. 	Batala
- 4. 	Dera Baba Nanak
- 5. 	Dhar Kalan

10 subtehsils:
- 1. 	Kahnuwan
- 2. 	Kalanor
- 3. 	Sri Hargobindpur
- 4. 	Qadian
- 5. 	Narot Jaimal Singh
- 6. 	Bamial
- 7 	Dinanagar
- 8. 	Fatehgarh Churian
- 9. 	Dhariwal
- 10. 	Naushera Majha Singh

16 blocs de desenvolupament (blocks) 
- 1. 	Gurdaspur
- 2. 	Kalanaur
- 3. 	Dhariwal
- 4. 	Kahnuwan
- 5. 	Dinanagar
- 6. 	Pathankot
- 7.	Dhar Kalan
- 8. 	Narot Jaimal Singh
- 9. 	Bamial
- 10. 	Batala
- 11. 	Fatehgarh Churian
- 12. 	Dera Baba Nanak
- 13. 	Sri Hargobindpur
- 14. 	Qadian
- 15. 	Sujanpur
- 16. 	Dorangla

10 Municipalitats:
- 1. 	Gurdaspur
- 2. 	Dhariwal
- 3. 	Dinanagar
- 4. 	Batala
- 5. 	Sri Hargobindpur
- 6. 	Dera Baba Nanak
- 7. 	Fatehgarh Churian
- 8. 	Qadian
- 9. 	Sujanpur
- 10. 	Pathankot

I 1591 panchayats.

## Història
En temps dels sayyids (1414-1452) el districte fou el cor del país de Khokhar i Kalanaur fou atacada dues vegades per Jasrath Khokhar. Les principals ciutats en temps de l'Imperi Mogol eren Batala i Pathankot. La primera al centre del Doab era la residència de Shamsher Khan, el germà adoptiu d'Akbar el Gran, que va ampliar les muralles i va construir una cisterna. Pathankot, al peu de les muntanyes, va ser capital d'un estat rajput establert al segle xii per Jet Pal, un emigrant de Delhi, que després va traslladar la residència a Nurpur al que fou districte de Kangra. A Kalanaur és el lloc on els historiadors musulmans diuen que Akbar va saber la mort del seu pare i es va proclamar emperador el 15 de febrer de 1556; per un temps va tenir la cort a aquesta vila i els mesos següents va reconquerir el districte de mans de Sikandar Shah Suri. Prop de Dera Nanak, a l'altre costat del riu Ravi, va morir el fundador de la religió sikh el 1538.
Sota Akbar els afganesos que s'havien instal·lat a Kahnuwan per concessió de Sher Shah Suri, foren expulsats i la vila va esdevenir després residència preferida de Jahangir. Sota Shah Jahan un canal de reg (Canal Reial) es va començar entre el Ravi i els jardins imperials a Shalamar prop de Lahore. L'exèrcit del príncep Murad es va reunir a Bahrampur, quarter general del chalikdar o governador de Jammu i Kangra, per la seva campanya contra Raja Jagat Chand.
Durant el govern mogol el districte era administrat des de la capital provincial, Lahore. La religió sikh va emergir com a poder al segle xviii i després de lluites amb els imperials governadors i després amb Ahmad Shah Durrani va aconseguir el domini de la zona el 1764. El 1710 el cap sikh Banda va saquejar Batala i Kalanaur i va convertir el districte en centre dels seus atacs cap als territoris veïns; el 1711 fou expulsat cap a les muntanyes per Bahadur Shah però aviat va retornar i va construir un fort a Lohgarh identificat com la moderna Gurdaspur, derrotant a Islam Jang, el virrei o subadar de Lahore. El 1713 Abdus Samad Khan va expulsar altra vegada a Banda cap a les muntanyes, i una vegada més va retornar i va reconquerir Kalanaur però el 1716 va ser fet presoner a Lohgarh. Després va venir el període d'Adina Beg, governador de Bahrampur (i després del Jullundur Doab) que va fundar Dinanagar el 1730 on va residir generalment; va governar amb astúcia, i va saber trampejar a Ahmad Shah Durrani (després del 1747), als emperadors de Delhi, i als marathes enfrontant l'un amb l'altra, fins que fou reconegut pels marathes com a governador de Lahore amb capital a Batala; després de la seva mort el 1758 els sikhs ja no van tenir greus obstacles per dominar la regió, si bé encara van patir una derrota important a Barnala el 1762.
La part oest del Bari Doab va quedar en mans d'Amar Singh, àlies Bhaga, un man jat d'Amritsar, que s'havia unit a la comunitat anomenada dels Kànhia o Kanhaya; altres caps sikhs van ocupar territoris a les dues ribes del Ravi, quedant a l'oest la confederació Bhangi. Batala va passar a Jagra Singh, el líder de la comunitat dels Ramghària, junt amb Dinanagar, Kalanaur, Srigovindpur i altres. Jagra va ser expulsat pels kànhies el 1774, però va retornar el 1783 i va recuperar els seus antic dominis; el 1786 va perdre Batala davant els kanhies; va morir el 1803 i el va succeir el seu fill Jodh Singh que fou un estret aliat de Ranjit Singh, el maharajà de Lahore i vassall després del 1806. Però a la mort de Jodh el 1816, Ranjit va aprofitar les disputes de successió per annexionar el territori. Els dominis de la nissaga de Bhaga a la meitat occidental del districte foren absorbits per Lahore ja el 1809. El 1811 els territoris de Batala i dependències foren assignats a Sher Singh, fill de Ranjit Singh i la seva esposa Mahtab Kaur. Darrere el Ravi, els territoris van passar a Ranjit Singh en diversos actes espoliadors entre 1789 i 1813. Una part dels territoris adquirits fou conservat pels seus antics propietaris en domini feudal (jagir) mentre que alguns territoris foren concedits a nous propietaris. Dinanagar fou la residència preferida de Ranjit Singh i aquí va rebre el 1838 a la missió Macnaghten que negociava una aliança per posar a Shah Shuja al tron de l'Afganistan.
Pathankot i els territoris veïns a la plana i tota la zona muntanyosa, van formar part de l'àrea cedida pels sikhs a la Companyia Britànica de les Índies Orientals el 1846 després de la primera guerra sikh, i foren agregats al districte de Kangra; després de l'annexió de tot el Panjab el 1849, al final de la segona guerra sikh, la part superior del Bari Doab va esdevenir districte separat amb capital a Batala. El 1852 la capital fou traslladada a Gurdaspur i el 1853 el districte va rebre el tahsil de Shakargarh, darrere el Ravi (abans part del districte de Sialkot). El 1857 no hi va haver incidents però a la fortalesa de Trimmu es va produir una batalla en la qual Nicholson, després de la seva marxa forçada des de Amritsar, va interceptar i destruir els amotinats de Sialkot.
El 1853, el coll de muntanya connectant la plana amb el sanatori de Dalhousie fou adquirit pel govern a l'estat de Chamba i incorporat al districte de Kangra i el 1860 fou agregat al districte de Gurdaspur. Un territori muntanyós entre el Ravi i el Chakki li fou agregat el 1862. Va quedar inclòs dins la divisió de Lahore. El principal zamindar del districte era vers 1880 Sardar Bhagwan Singh de Batala, nebot del gran general sikh Tej Singh, que va dirigir les batalles de Firozshah i Sobraon.
El districte estava format per quatre tehsils: 
- Gurdaspur
- Batala
- Shakargarh
- Pathankot

La població era de 823.695 habitants el 1881, de 943.922 el 1891 i de 940.334 el 1901. El tahsil de Gurdaspur tenia una superfície de 1.285 km² i el creuaven el Beas i el Ravi, sent la població el 1901 de 258.379 habitants. (252.052 el 1891) amb capital a Gurdaspur (5.764 habitants); altres ciutats del tehsil eren Dinanagar (5.191) i Kalanaur (5.251), i hi havia 668 pobles; en aquest tehsil estaven els molins de llana de Dhariwal.
Panjab va quedar dividit entre l'Índia i Pakistan el 15 d'agost de 1947 i el tehsil de Shakargarh va passar al districte de Sialkot que va quedar a Pakistan, mentre la resta romania a l'Índia.

## Jaciments arqueològics
Es pensa que en aquest districte podria estar la Sangala d'Alexandre el Gran, fortalesa dels kathaeis, però el lloc exacte està per determinar. Els dotze altars erigits per Alexandre per marcar el punt extrem del seu progrés, estarien segurament a la plana del riu Beas al punt on es troben els districtes de Gurdaspur, Hoshiarpur i Kangra, a l'est de Gurdaspur.
Els temples a la roca de Mukhesliwar (Mukesar) a la vora del Ravi, són atribuïts popularment als pandaves.